# Malcolm Frager
Malcolm Frager (* 15. Januar 1935 in St. Louis, USA; † 20. Juni 1991 in Pittsfield, Massachusetts) war ein US-amerikanischer Pianist.
Frager studierte von 1949 bis 1955 Klavier bei dem Clara-Schumann-Schüler Carl Friedberg an der New Yorker Juilliard School of Music. Daneben studierte er an der Columbia University mit dem Hauptfach Russische Studien. 1960 gewann er den ersten Preis beim renommierten Concours Reine Elisabeth Wettbewerb in Brüssel. 
Frager konzertierte in der Folge weltweit und hatte ab 1963 besonders großen Erfolg in der Sowjetunion. Er galt als Spezialist für Urfassungen, so führte er die Klavierkonzerte von Robert Schumann und Pjotr Tschaikowski teilweise in nur im Manuskript vorliegenden Erstversionen auf. Auch bei Instrumenten verwandte er als einer der ersten zeitgenössische Exemplare wie den Hammerflügel. Für seine wenigen Klavieraufnahmen bevorzugte er aber meist Flügel von Bösendorfer.
Frager machte nur wenige Tonaufnahmen. Auf CD liegen im Wesentlichen vor das Klavierkonzert von Robert Schumann unter Jascha Horenstein, ein Chopin-Recital, eine Einspielung von Musik amerikanischer Komponisten des 19. Jahrhunderts (Edward MacDowell, Henry Holden Huss, Adolph Martin Foerster und Henry F. Gilbert), zwei Beethoven-Violinsonaten mit Thomas Zehetmair und eine äußerst energische Burleske für Klavier und Orchester von Richard Strauss unter Rudolf Kempe; auf DVD das Klavierkonzert Nr. 5 von Wolfgang Amadeus Mozart unter Marc Andreae. Ein Reprint einer Aufnahme des Zweiten Klavierkonzertes von Sergei Prokofjew unter René Leibowitz ist auf Schallplatte erhältlich.
Frager starb im Alter von nur 56 Jahren an Krebs.